# Igor Vukić
Igor Vukić (Zagreb, 26. januar 1966) hrvatski je novinar i publicista. Predsednik je Društva za istraživanje trostrukog logora Jasenovac koje promoviše pseudoistorijske revizionističke teze i negiranje Genocida nad Srbima u NDH. Udruženje je na osnovu zvaničnog konkursa dobilo novac za svoje delovanje od Republike Hrvatske odnosno Ministarstva branitelja u iznosu od 50.000 kuna. Vukić ove teze razvija i tvrdi da u logoru Jasenovac nije bilo ubijanja. Po obrazovanju nije istoričar.

## Biografija
Vukić je rođen 1966. godine u Zagrebu u porodici srpskog porekla. Osnovnu školu pohađao je u Pakračkoj Poljani, srednju u Kutini a u Zagrebu je 1992. godine završio Fakultet političkih nauka. Većina njegove porodice je tokom Drugoga svetskoga rata prošla kroz Logor Jasenovac.
Od 1990. godine radio je kao novinar u medijima: Vjesnik (1990-1991), na Kutinskoj televiziji (preteča današnje Mreža TV) (1992-1993), u dnevnicma Novi list (1994-2001), Jutarnji list (2001-2005) i Poslovni dnevnik (2005-2009) te u nedeljniku Privredni vjesnik (2009-2016) i Hrvatski tjednik.
Svoje stavove u kojima negira genocid nad Srbima u NDH izlagao je na HRT-u, Z1 Televiziji, Laudato TV-u i manjim lokalnim televizijama.
Istoričar Milan Radanović je Vukićeve publikacije okarakterisao kao bezvrijedne, štetne i opskurne.

## Publikacije
- Jasenovački logori: istraživanja, Društvo za istraživanje trostrukog logora Jasenovac, Zagreb, 2015,  978-953-58565-0-4 (2. izd. 2015) (koautori Vladimir Horvat, Stipo Pilić i Blanka Matković)
- Radni logor Jasenovac, Naklada P.I.P. Pavičić, Zagreb, 2018,  978-953-7949-15-0
- Logor Jasenovac u 2. svjetskom ratu / Labour Camp Jasenovac in World War II, Društvo za istraživanje trostrukog logora Jasenovac, Zagreb, 2018,  978-953-58565-2-8
- Jasenovac iz dana u dan: kronologija, Naklada P.I.P. Pavičić, Zagreb, 2019,  978-953-7949-18-1

## Spoljašnje veze
- TEME DANA - Vukić: Jasenovac je bio manji logor u kojemu je moglo boraviti do 2 tisuće ljudi
- PODCAST VELEBIT - Vukić: Kako sam u Beogradu branio istinu o logoru Jasenovac